# 후지와라노 다메토키
후지와라노 타메토키(일본어: 藤原 為時 ふじわら の ためとき[*])는 헤이안 시대 중기의 귀족이자 가인이자 한시인이다. 후지와라 북가 요시카도류이며, 츄나곤 후지와라노 카네스케의 손자이며, 교부노타이후 후지와라노 마사타다의 3남이다. 무라사키 시키부의 아버지이다. 관위는 정5위하 에치고노카미이다.